# Зіг Зіглар
Хіларі Хінтон Зіглар (6 листопада 1926, Коффі — 28 листопада 2012, Плейно) — американський письменник, психолог.

## Біографія
Народився в окрузі Коффі, штат Алабама. Батько Джон Сайлас Зіглар, мати Лілі Вескотт Зіглар. Він був десятою дитиною з дванадцяти дітей у батьків.
У 1931 році, коли Зіглару було п'ять років, його батько зайняв керівну посаду на фермі в Міссісіпі, і його родина переїхала в Язу-Сіті, де він провів більшу частину свого раннього дитинства. Наступного року його батько помер від інсульту, а за два дні померла молодша сестра.
У період з 1943 по 1945 рік він брав участь у програмі навчання військово-морського коледжу Navy V-12 в Університеті Південної Кароліни в Колумбії.
Зіглар покинув коледж в 1947 році та переїхав до Ланкастера, де влаштувався на роботу продавцем у компанію WearEver Cookware.1950 року Зіглар був призначений менеджером на місцях і, зрештою, керівником підрозділу. Працюючи в компанії, Зіглар захопився самодопомогою та мотиваційними виступами й почав виступати з власними промовами.
2007 року падіння Зіглара зі сходів призвело до короткочасних проблем із пам'яттю. Однак,  він продовжував брати участь у мотиваційних семінарах, доки не вийшов на пенсію у 2010 році.
28 листопада 2012 року Зіглар помер від пневмонії в лікарні в Плейно (штат Техас).

## Приватне життя
Зіглар познайомився зі своєю дружиною Джин в 1944 році в Джексоні. Йому було 17, а їй 16; вони одружилися наприкінці 1946 року. У них було четверо дітей: Сьюзен, Том, Сінді та Джулі.
Зіглар, баптист, включив християнство до своєї мотиваційної роботи. Він також був республіканцем, який підтримав колишнього губернатора Арканзасу Майка Гакабі у висуванні від своєї партії на пост президента у 2008 році.

## Твори
- Ziglar, Zig. Biscuits, Fleas & Pump Handles: Zig Ziglar's Key to "More". — Dallas : Crescendo Publications, 1974. — ISBN 0-89038-017-1.
- Zig Ziglar. See You at the Top. — Gretna : Pelican Publishing Company, 1975. — ISBN 0-88289-126-X.
- Zig Ziglar. Confessions Of A Happy Christian. — Gretna : Pelican Pub. Co, 1978. — ISBN 0-88289-196-0.
- Zig Ziglar. Zig Ziglar's Secrets of Closing the Sale. — New York : Berkley Books, 1982. — ISBN 0-425-08102-8.
- Zig Ziglar. Raising Positive Kids in a Negative World. — Nashville : Oliver Nelson, 1985. — ISBN 0-8407-9039-2.
- Zig Ziglar. Top Performance: How to Develop Excellence in Yourself and Others. — New York : Berkley Books, 1986. — ISBN 0-425-09973-3.
- Zig Ziglar. Over the Top. — Nashville, Tenn. : Thomas Nelson Publishers, 1994. — ISBN 0-8407-9112-7.
- Zig Ziglar. Selling 101: What Every Successful Sales Professional Needs to Know. — Nashville : Thomas Nelson Publishers, 2003. — ISBN 0-7852-6481-7.
- Zig Ziglar. Confessions of a Grieving Christian. — Nashville : B&H Publishing Group, 2004. — ISBN 0-8054-2745-7.
- Zig Ziglar. The Autobiography of Zig Ziglar. — New York : Random House, 2004. — ISBN 0-385-50297-4.
- Ziglar, Zig. Courtship After Marriage: Romance Can Last a Lifetime. — Nashville : Thomas Nelson Publishers, 2004. — ISBN 0-7852-6724-7.
- Zig Ziglar. Better Than Good: Creating a Life You Can't Wait to Live. — Nashville : Thomas Nelson Publishers, 2006. — ISBN 978-0-7852-8919-7.
- Zig Ziglar, Julie Norman Ziglar. Embrace the Struggle: Living Life on Life's Terms. — New York : Howard Books, 2009. — ISBN 978-1-4391-4219-6.
- Zig Ziglar,  Tom Ziglar. Born to Win: Find Your Success Code. — Dallas : Success Media, 2012. — ISBN 9780983156512.